# USS Jack W. Wilke (DE-800)
USS Jack W. Wilke (DE-800) là một tàu hộ tống khu trục lớp Buckley được Hải quân Hoa Kỳ chế tạo trong Chiến tranh Thế giới thứ hai. Tên nó được đặt theo Thiếu úy Hải quân Jack Winton Wilke (1919-1942), phi công thuộc Liên đội Ném ngư lôi VT-8 từng phục vụ trên tàu sân bay Hornet (CV-8), người đã tử trận trong trận Midway vào ngày 5 tháng 6, 1942 và được truy tặng Huân chương Chữ thập Hải quân. Nó đã phục vụ cho đến khi chiến tranh kết thúc; và tiếp tục hoạt động trong giai đoạn Chiến tranh Lạnh cho đến khi xuất biên chế năm 1960 và bị bán để tháo dỡ năm 1974. Jack W. Wilke được tặng thưởng hai Ngôi sao Chiến trận do thành tích phục vụ trong Thế Chiến II.

## Thiết kế và chế tạo
Những chiếc thuộc lớp tàu hộ tống khu trục Buckley có chiều dài chung 306 ft (93 m), mạn tàu rộng 37 ft 1 in (11,30 m) và độ sâu mớn nước khi đầy tải là 11 ft 3 in (3,43 m). Chúng có trọng lượng choán nước tiêu chuẩn 1.400 tấn Anh (1.400 t); và lên đến 1.740 tấn Anh (1.770 t) khi đầy tải. Hệ thống động lực bao gồm hai turbine hơi nước General Electric công suất 13.500 mã lực (10.100 kW), dẫn động hai máy phát điện công suất 9.200 kilôwatt (12.300 hp) để vận hành hai trục chân vịt;  công suất 12.000 hp (8.900 kW) cho phép đạt được tốc độ tối đa 23 kn (26 mph; 43 km/h), và có dự trữ hành trình 6.000 nmi (6.900 mi; 11.000 km) khi di chuyển ở vận tốc đường trường 12 kn (14 mph; 22 km/h).
Vũ khí trang bị bao gồm ba pháo 3 in (76 mm)/50 cal trên tháp pháo nòng đơn có thể đối hạm hoặc phòng không, một khẩu đội 1,1 inch/75 caliber bốn nòng và tám pháo phòng không Oerlikon 20 mm. Vũ khí chống ngầm bao gồm một dàn súng cối chống tàu ngầm Hedgehog Mk. 10 (có 24 nòng và mang theo 144 quả đạn); hai đường ray Mk. 9 và tám máy phóng K3 Mk. 6 để thả mìn sâu. Khác biệt đáng kể so với lớp Evarts dẫn trước là chúng có thêm ba ống phóng ngư lôi Mark 15 21 inch (533 mm). Thủy thủ đoàn đầy đủ bao gồm 186 sĩ quan và thủy thủ.
Jack W. Wilke được đặt lườn tại xưởng tàu của hãng Consolidated Steel Corp., Ltd. tại Orange, Texas vào ngày 18 tháng 10, 1943. Nó được hạ thủy vào ngày 18 tháng 12, 1943; được đỡ đầu bởi bà Joe H. Wilke, mẹ Thiếu úy Wilke, và nhập biên chế vào ngày 7 tháng 3, 1944 dưới quyền chỉ huy của Hạm trưởng, Thiếu tá Hải quân Robert Dickson Lowther.

## Lịch sử hoạt động
Sau khi hoàn tất việc chạy thử máy huấn luyện tại khu vực Tây Ấn và tiếp tục huấn luyện chống tàu ngầm tại khu vực Bermuda, trong sáu tháng tiếp theo Jack W. Wilke đã phục vụ hộ tống các đoàn tàu vận tải vượt Đại Tây Dương trong mùa Hè năm 1944. Khởi hành từ các cảng Hoa Kỳ, nó ghé đến nhiều cảng tại Địa Trung Hải như Oran, Algeria; Bizerte, Tunis; Palermo, Sicily; và Naples, Ý. Đến cuối năm, nó hộ tống các đoàn tàu vận tải trực tiếp ghé đến Cherbourg, Pháp, trong một giai đoạn mà tàu ngầm U-boat Đức vẫn tích cực hoạt động tại các vùng biển Anh.
Sau khi có tin tức tình báo về thế hệ tàu ngầm U-boat đối phương tiếptheo sẽ xâm nhập vùng Tây Đại Tây Dương, Jack W. Wilke chuyển sang hoạt động cùng một đội tìm-diệt tàu ngầm tại khu vực Newfoundland và Nova Scotia từ tháng 12, 1944 đến tháng 5, 1945. Sau khi chiến tranh chấm dứt tại châu Âu, nó chuyển đến khu vực Norfolk, Virginia để phục vụ như tàu dự báo thời tiết cũng như làm nhiệm vụ tìm kiếm cứu nạn.
Lên đường đi Miami, Florida vào ngày 4 tháng 6, Jack W. Wilke phục vụ như tàu huấn luyện cho Trường Sonar Hạm đội tại đây cho đến ngày 18 tháng 7. Nó đi đến Xưởng hải quân Philadelphia để được đại tu, đồng thời được tăng cường vũ khí phòng không và nâng cấp sonar nhằm chuẩn bị cho việc được điều động sang Mặt trận Thái Bình Dương. Tuy nhiên kế hoạch thuyên chuẩn bị hủy bỏ do Nhật Bản đã chấp nhận đầu hàng vào ngày 15 tháng 8 giúp kết thúc cuộc xung đột. Thay vào đó nó đi đến Port Everglades, Florida để thực hành thử nghiệm chống tàu ngầm trong ba tuần.
Đi đến Xưởng hải quân New York vào tháng 9, Jack W. Wilke trải qua ba tháng được đại tu để chuẩn bị cho vai trò mới như một tàu thử nghiệm chống tàu ngầm. Nó quay trở lại khu vực Florida vào ngày 7 tháng 1, 1946 và hoạt động tại vùng biển Key West. Trong suốt gần mười lăm năm tiếp theo, nó tiến hành thử nghiệm thiết bị âm thanh và chiến thuật chống tàu ngầm ngoài khơi Key West và tại Tây Ấn, đồng thời vẫn đảm nhiệm những vai trò thường xuyên của hạm đội. Khi lực lượng theo phe Fidel Castro giành được chính quyền tại Cuba vào ngày 1 tháng 1, 1959, con tàu đã đi đến Havana để bảo vệ cho tính mạng và tài sản của công dân Hoa Kỳ. Sau đó nó còn có chuyến viếng thăm thiện chí đến Panama vào tháng 10.
Jack W. Wilke được cho xuất biên chế tại Key West vào ngày 24 tháng 5, 1960 và được đưa về Hạm đội Dự bị Đại Tây Dương, neo đậu tại Philadelphia. Tên nó được cho rút khỏi danh sách Đăng bạ Hải quân vào ngày 1 tháng 8, 1972, và con tàu bị bán cho hãng Union Metals & Alloys Corp. tại New York vào ngày 4 tháng 3, 1974 để tháo dỡ.

## Phần thưởng
Jack W. Wilke được tặng thưởng hai Ngôi sao Chiến trận do thành tích phục vụ trong Thế Chiến II.
|                           |  |  |
| Bronze star · Bronze star |  |  |

| Huân chương Chiến dịch Hoa Kỳ                                                |                                      |                                       |
| Huân chương Chiến dịch Châu Âu-Châu Phi-Trung Đông với 2 Ngôi sao Chiến trận | Huân chương Chiến thắng Thế Chiến II | Huân chương Phục vụ Phòng vệ Quốc gia |